# Cloxacillina
La cloxacillina è un antibiotico betalattamico, appartenente alla famiglia delle penicilline, resistente alle betalattamasi. Il composto è un prodotto semisintetico derivante da un prodotto di fermentazione. Il farmaco può essere utilizzato per via orale, intramuscolare o endovenosa.

## Caratteristiche strutturali e fisiche
Si presenta come una polvere cristallina e igroscopica quasi bianca. Risulta facilmente solubile in acqua e in alcol metilico. Una soluzione al 10% in acqua ha un pH compreso tra 5 e 7.
La molecola deve essere conservata a temperatura non superiore a 25 °C, in contenitori a tenuta.

## Farmacodinamica
Il meccanismo di azione di cloxacillina è simile a quello delle altre penicilline. Il farmaco agisce interferendo con la formazione della parete cellulare batterica delle cellule batteriche in fase di crescita, andando ad inibire alcuni enzimi (in particolare la transpeptidasi e la carbossipeptidasi), impedendo così la reticolazione del peptidoglicano (mureina o mucopeptide batterico) essenziale per i germi, i quali, privi di tale protezione, risultano più esposti agli stress osmotici e vanno incontro a lisi cellulare.

## Farmacocinetica
Una volta somministrata per via intramuscolare cloxacillina raggiunge un picco di concentrazione plasmatica nel giro di 45 minuti.
Il legame con le proteine plasmatiche è molto elevato, circa 95-97%. Il volume di distribuzione della cloxacilina sodica è pari a 0,1 l/kg. La molecola si distribuisce ampiamente nei fluidi corporei e nei tessuti biologici, tra gli altri nello stesso liquido amniotico, nel liquido sinoviale e nel tessuto osseo.
Il farmaco attraversa la barriera ematoencefalica e quella placentare, anche se solo una piccola percentuale diffonde nel liquido cerebrospinale di soggetti le cui meningi non sono coinvolte in un processo infiammatorio. Tutti i fatti infiammatori generalmente provocano un aumento della permeabilità della barriera ematoencefalica alle penicilline ed alla stessa cloxacillina sodica.
Il composto viene secreto nel latte materno.
Nell'organismo umano la cloxacillina viene biotrasformata ad opera della ghiandola epatica. L'emivita si aggira intorno alle 0,5-1,1 ore.
L'eliminazione avviene attraverso l'emuntorio renale sia per filtrazione glomerulare sia per secrezione tubulare. L'eliminazione risulta ridotta nei bambini, nei soggetti con insufficienza renale ed a seguito di somministrazione di probenecid. 
Circa il 30-45% del composto viene escreto immodificato. 
Piccole quantità della molecola sono espulse attraverso le feci e la bile.

## Usi clinici
La cloxacillina è efficace contro alcune gravi infezioni causate da germi Gram-positivi che resistono alle penicilline. In particolare, grazie alla sua grande catena R, che non permette il legame della beta-lattamasi, è utilizzata contro stafilococchi producenti beta-lattamasi.
Può essere impiegata nelle infezioni del cavo orale, delle vie respiratorie (faringiti, bronchiti, polmoniti), in infezioni di interesse otorinolaringoiatrico, della pelle e dei tessuti molli (foruncolosi, ulcerazioni cutanee, ferite e ustioni infette, celluliti ed ascessi), in infezioni osteoarticolari come l'artrite settica e le osteomieliti, infezioni genito-urinarie, biliari, endocartite, meningite e sepsi.

## Effetti collaterali
La somministrazione di cloxacillina, così come quella di altri derivati della penicillina, può determinare il verificarsi di reazioni da ipersensibilità in una percentuale variabile di individui posti in trattamento (in genere tra l'1% ed il 10%). Queste reazioni possono essere definite "immediate" quando si verificano da pochi minuti fino a 48 ore dalla somministrazione e consistono in prurito, orticaria, edema angioneurotico, broncospasmo, ipotensione arteriosa. Le reazioni allergiche "ritardate" si verificano invece dopo 48 ore e, talvolta, fino a 2-4 settimane dall'assunzione della terapia e comprendono iperpiressia, malessere generale, orticaria, mialgia, artralgia, dolore addominale, e rash cutaneo.
Nei soggetti in trattamento possono verificarsi disturbi gastrointestinali (ad esempio stomatite, dispepsia, nausea, vomito, diarrea, sanguinamento gastrointestinale) e del sistema nervoso (letargia, confusione mentale, mioclonie, spasmi muscolari, convulsioni).
Meno frequentemente sono stati registrati disturbi ematologici (anemia emolitica, leucopenia, neutropenia, granulocitopenia, agranulocitosi, trombocitopenia, eosinofilia),
nefropatia tubulointerstiziale (ematuria, proteinuria, eruzioni cutanee, esantemi, rash cutaneo, febbre, eosinofilia),
insufficienza renale, alterazioni elettrolitiche, incremento delle transaminasi (AST ed ALT), ittero e epatite colestatica.

## Controindicazioni
Il farmaco è controindicato nei soggetti con ipersensibilità individuale nota al principio attivo, alle penicilline oppure ad uno qualsiasi degli eccipienti utilizzati nella formulazione farmacologica.

## Avvertenze
Evitare il contatto del composto con gli occhi per la possibilità che si verifichino fenomeni irritativi.